# Sapromyza interjecta
Sapromyza interjecta är en tvåvingeart som först beskrevs av Walker 1849.  Sapromyza interjecta ingår i släktet Sapromyza och familjen lövflugor.
Artens utbredningsområde är Venezuela. Inga underarter finns listade i Catalogue of Life.